# Юрий
Славянското име Юрий идва от древногръцкото Георгий.
Някои учени поддръжат мнението, че Юрий идва от Юрги – формата, в която в скандинавските страни е приело името Георгий. Има и версия, според която името идва от името от славянския бог Ярило.

## Чуждоезични аналози
- на немски: Jürgen
- на немски: Jörg
- на чешки: Jiří
- на украински: Юрій
- на руски: Юрий
- на беларуски: Юрый

## Известни носители
- Юрий Тошев – български шахматист
- Юрий Дългоръки – основател на Москва
- Юрий Гагарин – първият космонавт
- Юрий Лужков – кмет на Москва
- Юрий Никулин – руски клоун, киноактьор
- Юрий Коцев – български барабанист, един от основателите на рок група „Ахат“
- Юрий Яковлев – съветски и руски актьор